# South African Safari Rally
El South Africa Safari Rally es una competición internacional de rally raid que se celebra en las provincias del Noroeste sudafricano y en Limpopo. Es la tercera etapa del Campeonato Mundial de Rally Raid (W2RC) sumando puntos para el campeonato de FIA y FIM, organizado por Amaury Sport Organisation (ASO) y reemplazando al Desafío Ruta 40.

## Formato y desarrollo
La ruta incluye un prólogo y cinco etapas, conocidas como Secciones Selectivas (SS), con una distancia de 2647 kilómetros. La distancia de la etapa competitiva es de 1218 kilómetros, desde la seca y polvorienta África central hasta las regiones montañosas más fértiles. El raid comienza en Sun City, a unos 140 kilómetros de Johannesburgo, con tramos de enlace mínimos rodeados de sabana arbolada, en el Parque Nacional Pilanesberg y sus alrededores. Las etapas se desarrollará en la región central de Sudáfrica, en plena sabana. La segunda y la tercera sección selectiva se combinan para formar la etapa maratón.
El recorrido fue diseñado por Evan Hutchison, siete veces campeón sudafricano de cross country, cada participante debe hacer exploración del desierto y debe encontrar la ruta que lleve a la meta de cada etapa.

## Vehículos y clases
Hay 2 torneos principales, de coches y motos, clasificándose en diferentes categorías.

### FIA
- Ultimate: Vehículos T1
- Challenger: Vehículos T3
- SSV: Vehículos T4

### FIM
- RallyGP: Motos oficiales de las escuderías.
- Rally2: Motos replicas.
- Quads: Cuatrimotos 4x4.

## Palmarés

### FIA
| Year    | Route               | Ultimate                    | Ultimate            | Challenger                   | Challenger     | SSVs                      | SSVs                   |
| Year    | Route               | Piloto & Copiloto           | Marca & Modelo      | Piloto & Copiloto            | Marca & Modelo | Piloto & Copiloto         | Marca & Modelo         |
| ------- | ------------------- | --------------------------- | ------------------- | ---------------------------- | -------------- | ------------------------- | ---------------------- |
| 2025    | Sun City - Sun City | Henk Lategan Brett Cummings | Toyota Gazoo Racing | David Zille Sebastian Cesana | Taurus T3 Max  | Mário Franco João Miranda | BRP Can-Am Maverick X3 |
| Fuente: |                     |                             |                     |                              |                |                           |                        |

### FIM
| Año     | Ruta                | RallyGP        | RallyGP               | Rally2      | Rally2                | Quads            | Quads                |
| Año     | Ruta                | Piloto         | Marca & Modelo        | Piloto      | Marca & Modelo        | Piloto           | Marca & Modelo       |
| ------- | ------------------- | -------------- | --------------------- | ----------- | --------------------- | ---------------- | -------------------- |
| 2025    | Sun City - Sun City | Daniel Sanders | KTM 450 Rally Factory | Edgar Canet | KTM 450 Rally Replica | Gaetano Martinez | Cfmoto CForce 1000 R |
| Fuente: |                     |                |                       |             |                       |                  |                      |